# Ignicoccus
Ignicoccus ist eine Gattung von Archaeen, die in marinen Hydrothermalschloten (sogenannten Black Smokers) vorkommt. Sie wurde im Jahr 2000 am Kolbeinseyrücken nördlich von Island und im Pazifischen Ozean (9° 0′ 0″ N, 104° 0′ 0″ W) entdeckt.

## Beschreibung
Die Typusart Ignicoccus hospitalis ist ein anaerobes, obligat chemolithoautotrophes hyperthermophiles Archaeon, das durch Reduktion von elementarem Schwefel unter Verwendung von molekularem Wasserstoff als Elektronendonor wächst.

### Morphologie und  Zellstrukturen
Ignicoccus hat kleine kugelige (coccoide) Zellen mit ~2 µm Durchmesser mit einer glatten Oberfläche.
Das chemolithotrophe, hyperthermophile Archaeon Ignicoccus hospitalis ist in mehrfacher Hinsicht ungewöhnlich. Zum einen ist es der einzige Wirt des symbiotischen und/oder parasitären Archaeons Nanoarchaeum equitans (Nanobdellati, früher DPANN-Archaeen), s. u. Zum anderen weisen die Zellen dieser Spezies selbst mehrere einzigartige Merkmale auf.
Nach anderen Autoren untersuchten Heimerl et al. 2017 die sehr ungewöhnliche Anatomie von I. hospitalis nochmals sehr ausführlich anhand von Serienschnitten, fokussierter Ionenstrahl-Rasterelektronenmikroskopie (FIB/SEM) und Elektronentomographie. Die Daten belegen ein komplexes und dynamisches Endomembransystem mit zytoplasmatischen Ausstülpungen und sekretorischer Funktion.
Die ungewöhnlichen Eigenschaften der Zellen von I. hospitalis sind im Detail:
- sie können sich mit extrazellulären Anhängseln („Fibern“) an Oberflächen heften, benutzen diese also gerade nicht als Geißeln zur Fortbewegung (Motilität);
- sie nutzen im sog. Dicarboxylat/4-Hydroxybutyrat-Weg einen neuartigen CO2-Fixierungsweg; und
- sie weisen eine für Archaeen einzigartige Zellhülle auf, die aus zwei Membranen besteht, aber nicht die bei anderen Archaeen vorkommende Außenschicht (S-Layer) aufweist.

### Membransystem

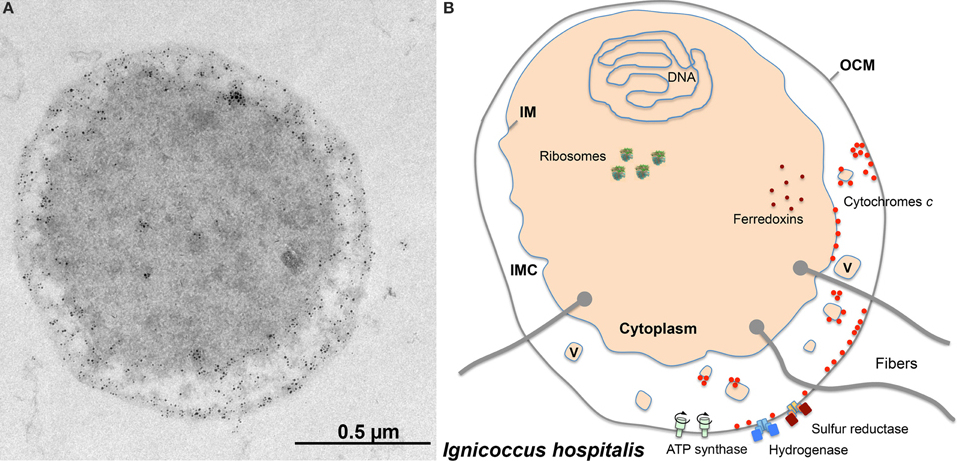
Links: Immunmarkierung des Cytochrom-c-Komplexes von I. hospitalis. Rechts: Schemazeichnung dazu

Die Zellen von I. hospitalis besitzen also keine Zellwand im herkömmliche Sinn wie bei gramnegativen Bakterien. Stattdessen haben sie eine folgendermaßen aufgebautes doppeltes Membransystem:
- eine innere Membran (IM) oder Cytoplasmamembran
- eine die Zelle umgebende ca. 10 nm dicke äußere Membran (outer cellular membrane, OCM), die oberflächlich gesehen denen der gramnegativen Bakterien zu ähneln scheint.

Diese Membranen separieren zwei Zellkompartimente:
- ein von der IM umgebenes dicht kontrastiertes inneres Kompartiment: Zytoplasma, das DNA, Ribosomen und vermutlich viele biosynthetische Enzyme enthält
- einen schwach kontrastierter (gefärbter) periplasmatischer Raum, genannt Intermembrankompartiment (engl. inter-membrane compartment, IMC) trennt die beiden Membranen. Das IMC hat eine variablen Breite von 20 bis 400 nm (nach anderen Angaben 50 bis 1.000 nm).

Im IMC befinden sich viele längliche Röhren und runde oder Vesikel, die als Träger von Lipiden oder Proteinen fungieren können und direkt am Zusammenspiel der beiden Membranen beteiligt sind.
Diese im großräumigen Intermembrankompartiment (IMC) von I. hospitalis identifizierte Matrix aus filamentösen Strukturen und/oder Verbindungen (engl. tethers) scheint für die beobachtete Membrandynamik verantwortlich zu sein.
Die Außenmembran (OCM) ist eine typische biologische Membran, die Lipide und hydrophobe Membranproteine enthält.
Zur Zeit der Entdeckung von I. hospitalis war sie unter den Archaeen jedoch einzigartig; kein anderes bekanntes Archaeon war bis dahin mit einer ähnlichen Zellarchitektur beschrieben worden. Es handelt sich um eine hochdynamische Membran, in der sowohl die Fusion von (im Periplasma IMC zahlreich vorhandenen) Membranvesikeln als auch das Ablösen von Vesikeln in den extrazellulären Raum vorkommen.

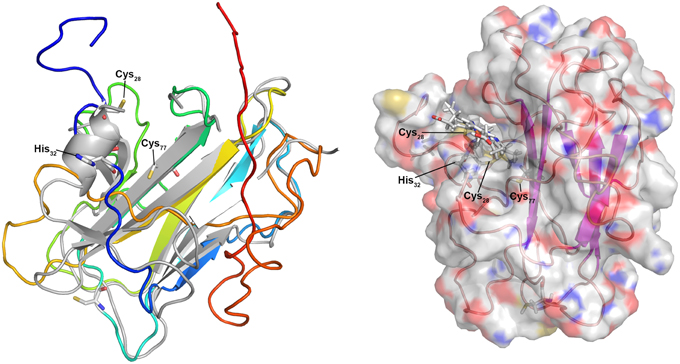
3D-Modell der vorhergesagten Faltung des Cytochroms c Igni_0759 von I. hospitalis

 Es enthält zahlreiche membrangebundene dicht und unregelmäßig gepackte Einzelpartikel (Durchmesser ca. 8 nm) und Poren (Durchmesser 24 nm), die von winzigen, in Ringen (Durchmesser 130 nm) angeordneten Partikeln und Clustern (Durchmesser jeweils 12 nm) von bis zu acht Partikeln umgeben sind.

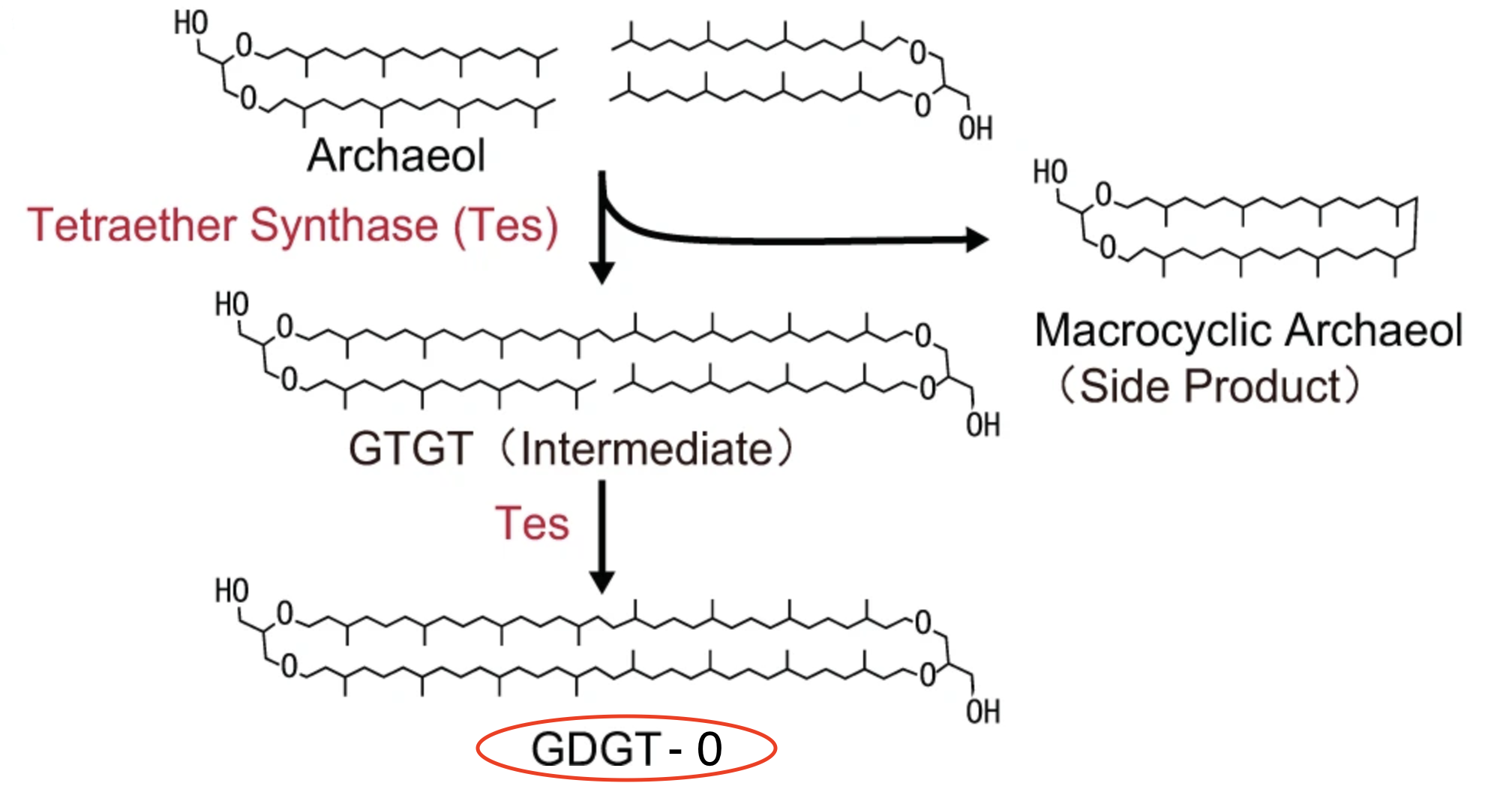
Archaeol und Caldarchaeol (GDGT-0) mit einem vorgeschlagenen Biosyntheseweg des letzteren aus dem ersteren.

Im OCM befinden sich die energieumwandelnden Enzyme ATP-Synthase, Hydrogenase, Schwefel-Reduktase und Acetyl-CoA-Synthase, die die zelluläre und bioenergetische Grenze der Zelle zur unbelebten Umwelt darstellen.
Aus diesem Grund entspricht die OCM von I. hospitalis tatsächlich nicht der äußeren Membran von gramnegativen Bakterien.

### Physiologie
Ignicoccus-Arten kommen in einem Temperaturbereich von 70 bis 98 °C mit einem Optimum bei 90 °C vor. Sie beziehen ihre Energie durch die Reduktion von elementarem Schwefel zu Hydrogensulfid, wobei sie Wasserstoff als Elektronendonor nutzen.
Die Lipide wurden eingehend analysiert und als Derivate von Archaeol und Caldarchaeol nachgewiesen (Jahn et al., 2004). Die Lipidzusammensetzung der zytoplasmatischen und der äußeren Membran unterscheidet sich; daher müssen die Zellen über einen Mechanismus zur Lipidverlagerung und -sortierung verfügen.
Arnulf Kletzin et al. untersuchten 2015 das für den Elektronentransfer verantwortlichen Proteins Cytochrom c bei I. hospitalis (hier Igni_0759 genannt) und anderen Archaeen sowie Bakterien, u. a. im Hinblick auf die Verteilung innerhalb der Zelle. Es befindet sich dort im IMC, in der Nähe oder direkt bei der Außenmembran (OCM) oder an den Vesikeln, während sich beispielsweise die Ferredoxine im Inneren Kompartiment (Zytoplasma) befinden; die membrangebundene ATP-Synthase sitzt in der Außenhülle (OCM).

### Symbiose

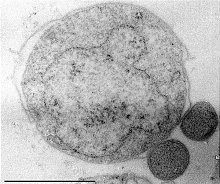
Ignicoccus hospitalis mit angehefteten Nanoarchaeum equitans

I. hospitalis bildet zusammen mit Nanoarchaeum equitans eine einzigartige Archaeen-Lebensgemeinschaft, in der I. hospitalis als Wirt (Biologie) für das epibiontische N. equitans dient. Beide Organismen können in einer stabilen Kokultur kultiviert werden, die für N. equitans obligatorisch ist, nicht aber für I. hospitalis. Diese starke Abhängigkeit von  N. equitans wird durch die Tatsache bestätigt, dass diese Spezies ihre Lipide und Aminosäuren vom Wirt bezieht.
Es war aber mit Stand 2015 noch nicht klar, ob es sich um eine eher parasitäre oder mutualistisch-symbiontische Beziehung handelt.
Interessanterweise kann das Zytoplasma des Ektobionten/Ektoparasiten Nanoarchaeum equitans in direkten Kontakt mit dem Membransystem des Wirts treten.

### Bedeutung im Hinblick auf die Eukaryogenese
Die Entdeckung dieser ungewöhnlichen zellulären Kompartimentierung, Ultrastruktur und Dynamik gibt Anlass zu Spekulationen, dass das eukaryotische Endomembransystem von den Archaeen abstammen könnte.

### Bildergalerie

Ultrastruktur-Details von Ignicoccus hospitalis
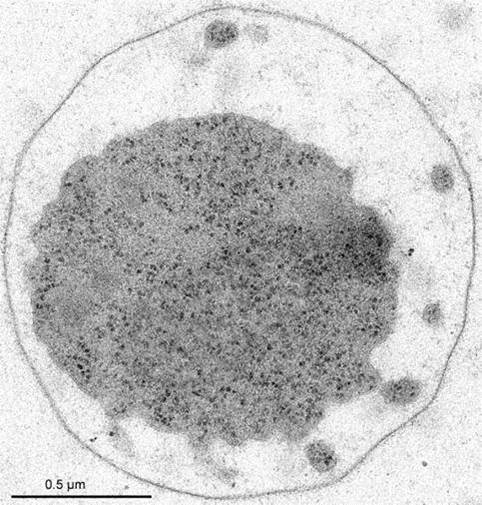
Ultrastruktur von I. hospitalis
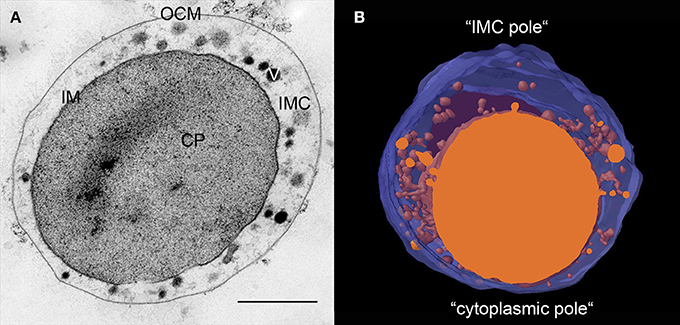
Ultrastruktur von I. hospitalis (Bild mit Anmerkungen)
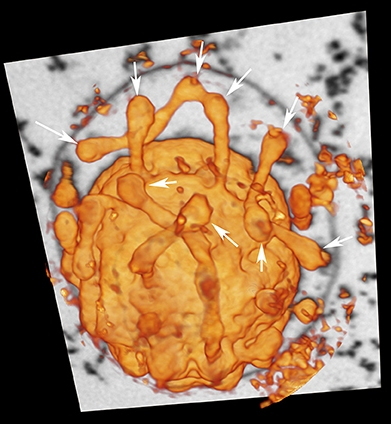
Zytoplasmatische Ausstülpungen von I. hospitalis
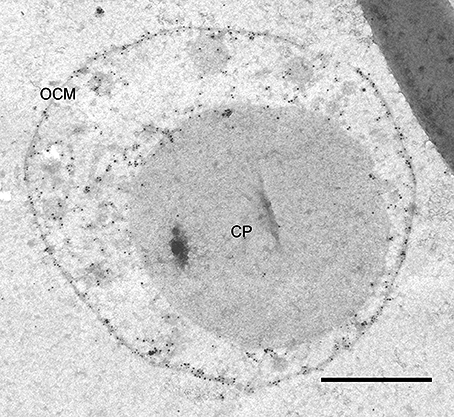
I. hospitalis: Immunmarkierung der ATP-Synthase
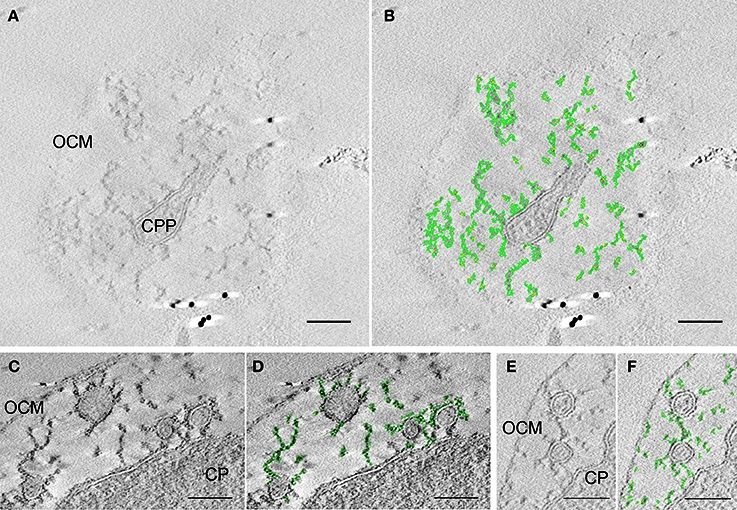
Matrix aus Filamenten bzw. Verbindungen (engl. thethers) im Intermembrankompartiment (IMC)
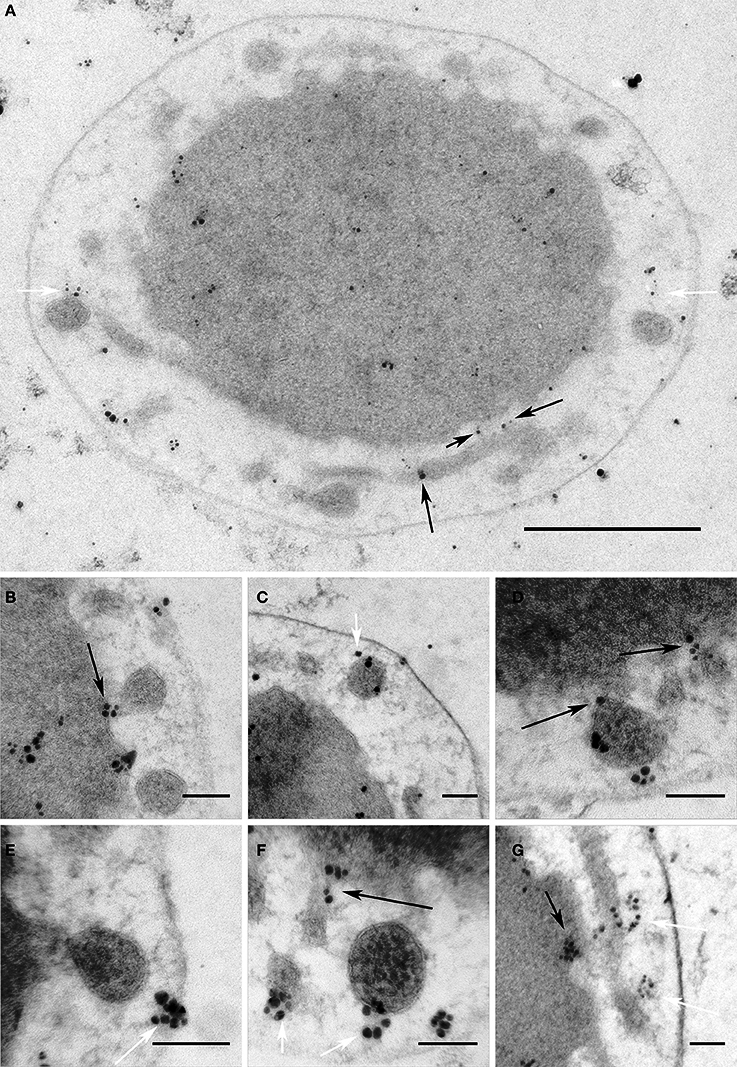
I. hospitalis: Immunmarkierung des V4R-Proteins Igni_1332
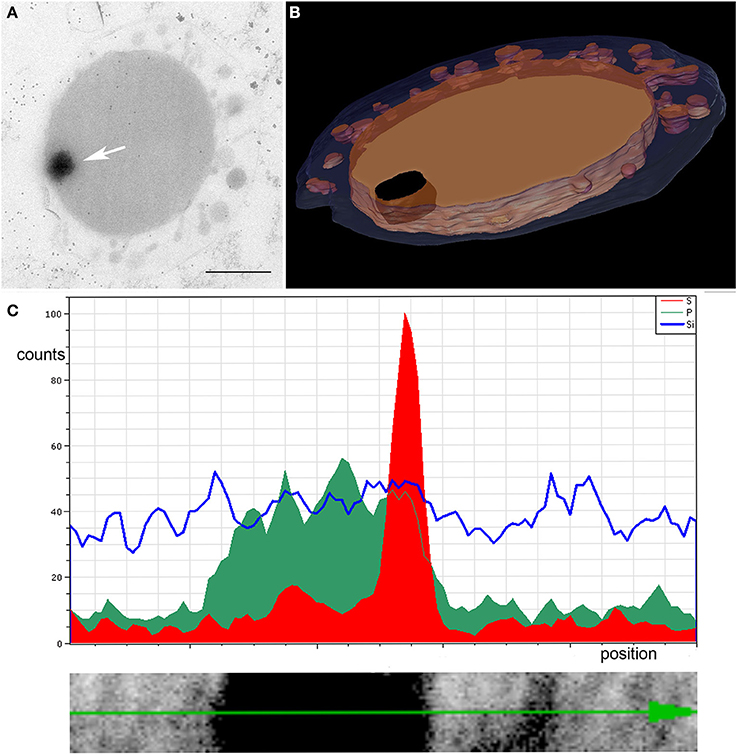
Energiedispersive Röntgenspektroskopie (EDX) von dunkel kontrastierten Einschlüssen im Zytoplasma.

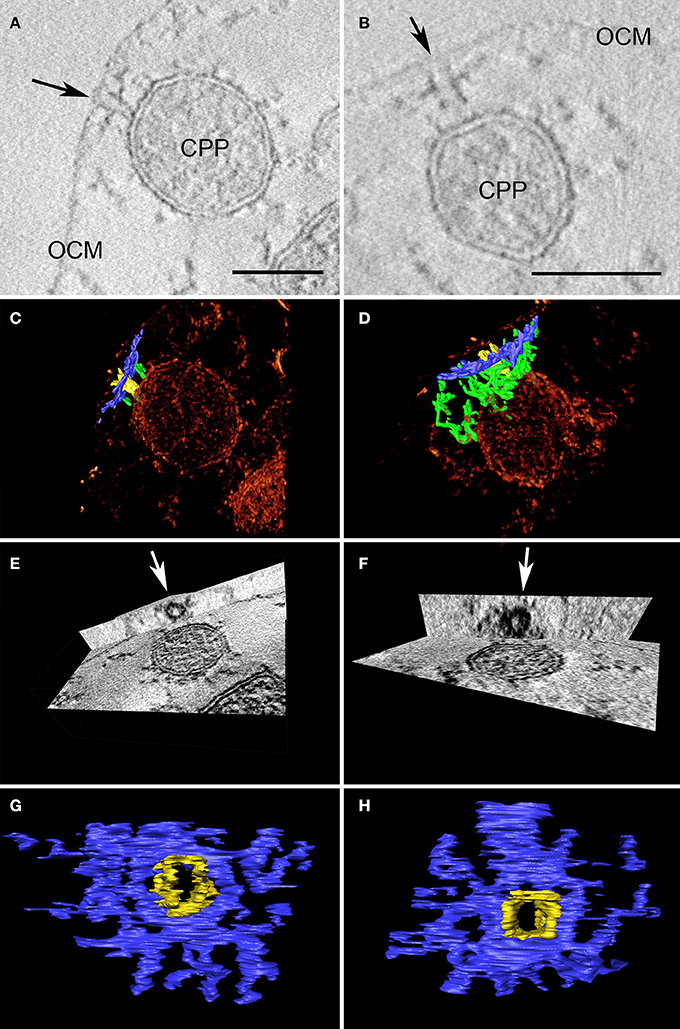
Zwei Beispiele für zylindrische makromolekulare Komplexe unterhalb der äußeren Zellmembran (outer cellular membrane, OCM).

Ultrastruktur-Details der Symbiose von I. hospitalis mit Nanoarchaeum equitans
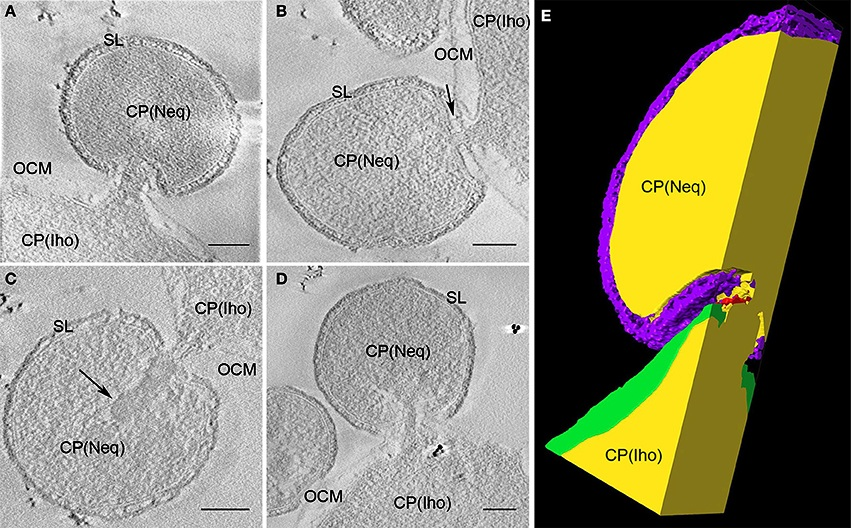
I. hospitalis: Kontaktstelle von N. equitans
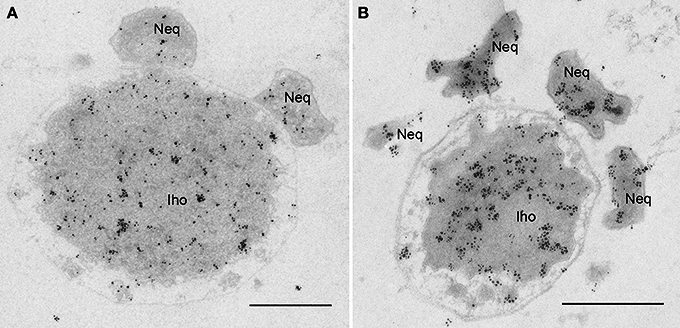
Proteintransfer von I. hospitalis auf N. equitans

Für Detailsbeschreibungen bitte auf die Bilder klicken/tippen.

## Systematik
Anhand der Vergleiche der 16S rRNA Gene, stellt Ignicoccus eine neue, früh abzweigende Linie innerhalb der Desulfurococcaceae dar. Bis jetzt (Stand 22. Juli 2025) sind drei Arten bekannt, Ignicoccus hospitalis, Ignicoccus islandicus und Ignicoccus pacificus. Es gibt jedoch Hinweise aus der Metagenomik auf etwa drei weitere Arten.

### Arten
Die gegenwärtig (Juli 2025) akzeptierte Taxonomie der Gattung basiert auf folgenden Quellen:
- L – List of Prokaryotic names with Standing in Nomenclature (LPSN)[10]
- B – BacDive – the Bacterial Diversity Metadatabase (DSMZ)[12]
- N – National Center for Biotechnology Information (NCBI)[13]
- G – Genome Taxonomy Database (GTDB)[11]
- W – World Register of Marine Species (WoRMS)[14]

Gattung Ignicoccus Huber et al. 2000(L,N,G) bzw. Huber, Burggraf, Mayer, Wyschkony, Rachel & Stetter, 2000(W) [„Igneococcus“ Burggraf et al. 1997(N)]
- Spezies Ignicoccus hospitalis Paper et al. 2007(L,N)[15] bzw. Paper, Jahn, Hohn, Kronner, Nather, Burghardt, Rachel, Stetter & Huber, 2007(W) [Ignicoccus sp. KIN4I, inkl. Desulfurococcaceae archaeon isolate UBA8868(N)]
  - Stamm KIN4/I(B,L,N) alias KIN4;I(G), KIN4I oder DSM 18386, JCM 14125(L,N)
– Fundort: Heißes marines Sediment im hydrothermalen System des Kolbeinseyrückens, nördlich von Island, in einer Tiefe von ca. 106 m,(B)[15][16]
  - Stamm UBA8868 (N,G)
– aus der Metagenomik

- Spezies Ignicoccus islandicus Huber et al. 2000(L,N,G)[1] bzw. Huber, Burggraf, Mayer, Wyschkony, Rachel & Stetter, 2000(W) [„Igneococcus islandicus“ Burggraf et al. 1997(N)] (Typusart)(L,G)
  - Stamm DSM 13165(B,L,N,G), Kol8, Ko18 oder ATCC 700957(L,N)
– Fundort: Isoliert aus sandigen Sedimentan am Kolbeinseyrücken, nördlich von Island.(B)[1]

- Spezies Ignicoccus pacificus Huber & Stetter 2000(L,N,G)[1]  bzw. Huber, Burggraf, Mayer, Wyschkony, Rachel & Stetter, 2000(W) [„Igneococcus pacificus]“ Huber & Stetter 2000(L,N)
  - Stamm DSM 13166(L,N,G) alias ATCC 700958 oder LPC 33(L,N)
– Fundort: Isoliert von einem felsigen Schwarzen Raucher am Ostpazifischen Rücken(B)[1][17](B)

- Spezies Ignicoccus sp013154085(G) [Thermoproteota archaeon isolate L_MaxBin.089(N)]
  - Stamm L_MaxBin.089(N,G)
– Fundort: Ostpazifischer Rücken nahe Albatr&#x200B:oss Plateau[18](N)

- Spezies Ignicoccus sp015521275(G) [Desulfurococcales archaeon isolate S143_132_esom(N)]
  - Stamm S143_132_esom(N,G)
– Fundort: Metagenom aus Ablagerungen an einem Tiefsee-Hydrothermalschlot am Brothers Volcano,[19] Pazifik(N)

- Spezies Ignicoccus sp027081755(G) [Desulfurococcales archaeon isolate M17_metabat1_scaf2bin.034(N)]
  - Stamm M17_metabat1_scaf2bin.034(N,G)– Fundort: Tiefsee-Hydrothermalschlot im Lau Basin[20] (bei Tonga), Pazifik(N)

Die GTDB ordnet die Gattung abweichend von der LPSN und dr NCBI-Taxonomie in eine eigene Familie Ignicoccaceae der Ordnung Sulfolobales ein.

## Weiterführende Literatur
- Benjamin Junglas, Ariane Briegel, Tillmann Burghardt, Paul Walther, Reinhard Wirth, Harald Huber & Reinhard Rachel: Ignicoccus hospitalis and Nanoarchaeum equitans: ultrastructure, cell–cell interaction, and 3D reconstruction from serial sections of freeze-substituted cells and by electron cryotomography. In: Archives of Microbiology, Band 190, 12. Juli 2008, S. 395–408; doi:10.1007/s00203-008-0402-6 (englisch).